# Pechino (anatra)
Pechino è una razza pesante di anatra domestica di origini cinesi conosciuta in tutto il mondo, importata in Europa e Nord America nella seconda metà dell'Ottocento. Caratterizzata da un piumaggio bianco sulfureo, peso notevole e da una postura quasi eretta tipica delle razze asiatiche, la Pechino ha riscosso in poco tempo un grande successo presso gli allevatori occidentali, grazie alle sue doti produttive quali velocità di accrescimento, rusticità, alta produzione di uova legata a una massa corporea che supera facilmente i 3 kg.
Nel tempo si sono distinte due diverse tipologie di selezione che hanno portato alla nascita di due razze distinte: la Pechino Tedesca, che conserva grossomodo le caratteristiche dell'anatra importata dalla Cina, e la Pechino Americana, che si differenzia molto dall'originale, soprattutto per la posizione più orizzontale e il peso superiore. La Pechino è la razza di anatra che ha avuto il maggiore impatto sul piano commerciale, essendo da sempre stata usata per creare ibridi destinati alla produzione industriale.

## Origini
Le origini della razza non sono molto chiare, visto che deriva da anatre allevate principalmente per scopi produttivi. Indubbiamente il paese di origine è la Cina, dove veniva allevata in grandi gruppi sfruttando le zone acquitrinose delle risaie, per produrre uova e carne destinate perfino alle cucine imperiali. A quel tempo si doveva trattare dell'anatra comune della zona a nord ovest di Pechino, caratterizzata da una certa disomogeneità di forme e colori. Nel 1873 Mr. Keele la introdusse in Inghilterra, e Mr. Palmer l'anno successivo negli Stati Uniti. Da questi due paesi si è diffusa rapidamente nel resto del mondo, e da Londra arrivò nel 1877 in Germania. Grazie alle sue attitudini produttive riscosse un rapido successo presso gli allevatori, che iniziarono a preferirla a razze europee.
L'anatra che sbarcò in Inghilterra nel 1873 aveva un piumaggio caratterizzato da una sfumatura gialla su tutto il corpo, zampe e becco arancioni, penne arricciate sul collo e un portamento quasi verticale, come si evince dalle foto e le stampe dell'epoca. Gli inglesi mantennero queste caratteristiche, e quando la razza pochi anni dopo raggiunse la Germania, gli allevatori tedeschi lavorarono per produrre soggetti con una tonalità gialla il più possibile uniforme e intensa. Inoltre selezionarono soggetti dal portamento ancora più eretto. Di contro gli allevatori americani eliminarono tutte le caratteristiche principali della razza originaria, col fine di produrre soggetti dal piumaggio bianco puro o al limite bianco crema, privi dell'arricciatura sul collo e dotati di un portamento quasi orizzontale. Di qui la nascita delle due diverse selezioni della Pechino, l'Americana e la Tedesca.
Il portamento quasi verticale della Pechino, tipico delle razze asiatiche, ha portato gli avicoltori a ipotizzare la presenza di sangue di Corritrice Indiana nelle vene della razza; l'allevamento della nota razza leggera era infatti diffusissimo in tutta l'Asia Sud-Orientale, e questo può aver portato i cinesi ad usarla per migliorare i propri soggetti. 
Altri studiosi hanno fatto luce su come anche i metodi di allevamento usati in Cina possano aver influito sulla posizione: le anatre venivano allevate in grandi branchi lasciati allo stato brado, ed erano quindi costrette a effettuare grandi spostamenti per cercare cibo, determinando così il portamento eretto. Inoltre la Corritrice Indiana era presente in Inghilterra già prima dell'arrivo della Pechino, per cui non è da escludere il fatto che perfino gli allevatori inglesi possano averla usata per migliorare la posizione verticale della razza.

## Standard

### Pechino Tedesca

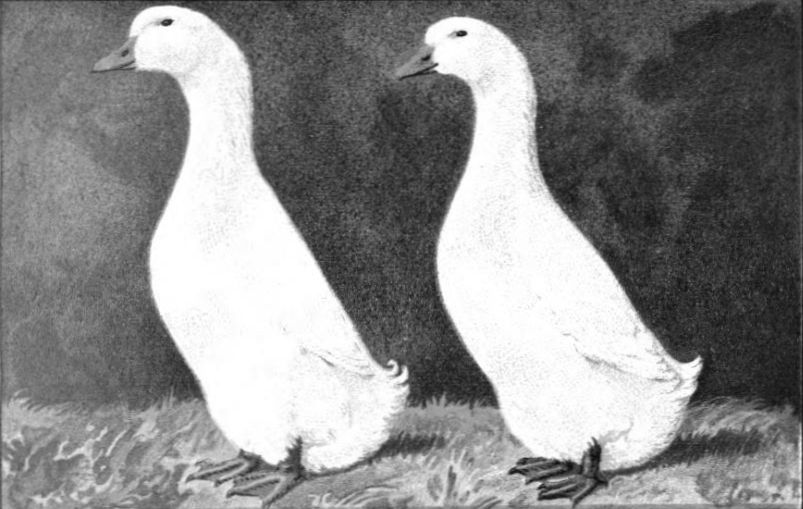
Pechino Tedesca

Si tratta di un'anatra di mole massiccia e caratterizzata da una forte posizione eretta.
- Tronco: molto simile a un rettangolo, l'altezza è il doppio della larghezza e della profondità; la linea superiore e quella inferiore, come quelle laterali, sono parallele; la posizione è fortemente eretta.
- Dorso: largo, inclinato verso la coda.
- Ventre: ben sviluppato, con parte posteriore arrotondata, larga e piena.
- Testa: tonda, larga, con guance ben arrotondate e fronte ampia; gola ben piena.
- Becco: corto e largo; parte superiore leggermente concava; colore rosso arancio con unghia chiara.
- Occhi: scuri.
- Collo: dritto e eretto. Lunghezza e spessore proporzionati al tronco. Presenza sulla parte posteriore di piume più lunghe, che partono dai lati, e si incontrano creando una criniera arricciata, ben visibile soprattutto nei soggetti adulti, chiamata frisure.
- Ali: ben aderenti al tronco e di lunghezza media.
- Coda: larga e corta, è portata orizzontalmente.
- Gambe: forti e nascoste dal folto piumaggio.
- Tarsi: corti e forti, di colore rosso arancio. Posizionati in modo che la parte posteriore tocchi talvolta il suolo.
- Piumaggio: liscio in superficie, dotato di un ricco piumino.
- Peso: maschio 3,5 kg femmina 3,0 kg.
- Peso dell'uovo: 70 gr.
- Colore dell'uovo: bianco giallastro.
- Misura Anello: 18 mm.

- Difetti gravi: tronco corto o piccolo; petto piatto o sottile; presenza di chiglia; linea del dorso concava o convessa; parte posteriore a punta; testa stretta e fronte piatta; guance piatte; becco lungo, pallido o pigmentato di nero; piumaggio setoso o bianco puro.

### Pechino Americana

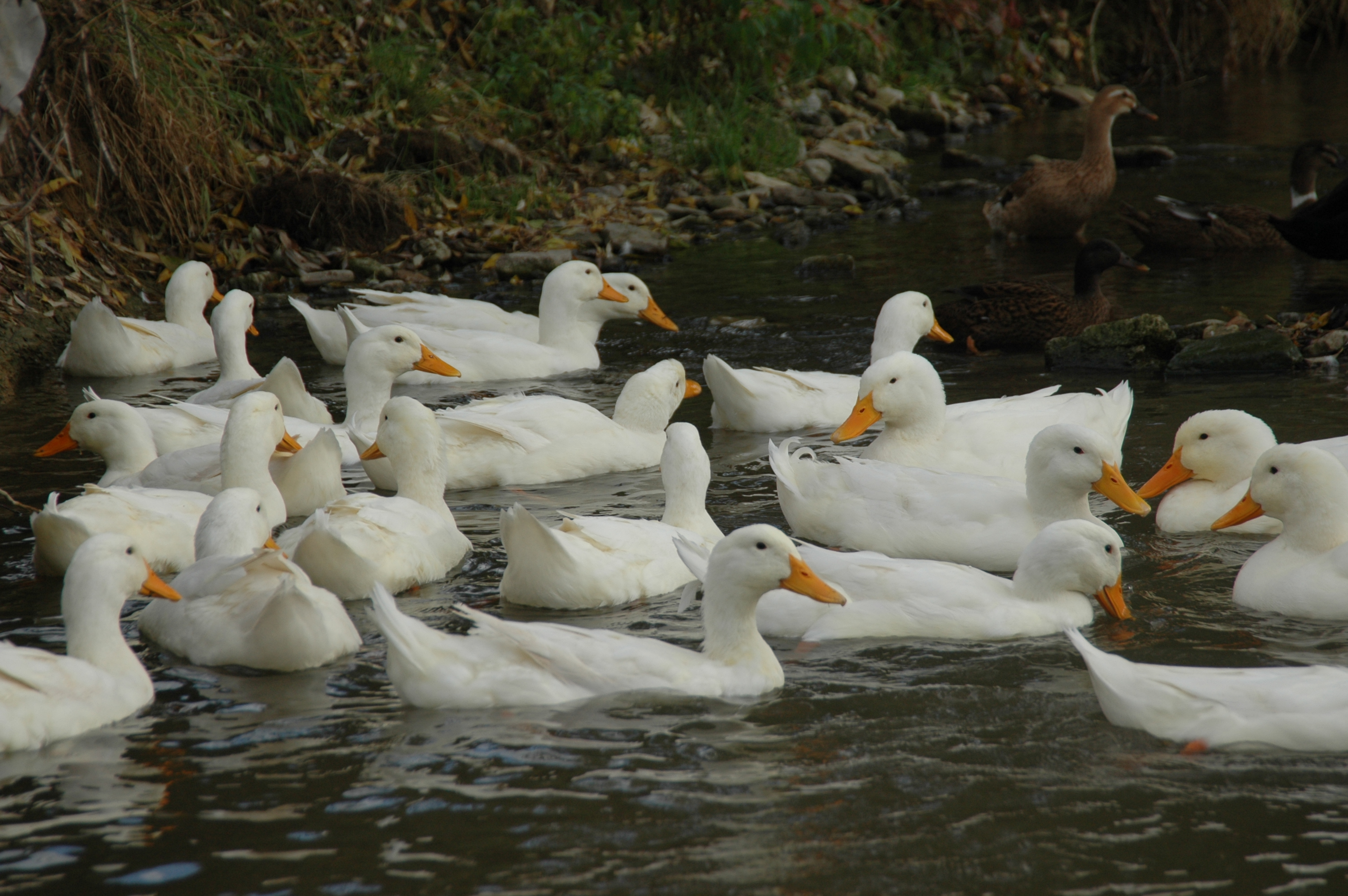
Pechino Americana

È un'anatra robusta, con portamento orizzontale ma leggermente rialzato sulle zampe.
- Tronco: lungo, largo, profondo e senza chiglia. Poco rialzato solo davanti, portamento orizzontale.
- Dorso: lungo e largo, solo leggermente arcuato.
- Ventre: pieno e ben arrotondato.
- Testa: lunga, poco arrotondata, guance poco accentuate e cranio moderatamente largo.
- Becco: largo e lungo in proporzione. Parte superiore leggermente concava. Colore giallo arancio con unghiata chiara.
- Occhi: scuri.
- Collo: mediamente lungo, proporzionatamente snello e leggermente arcuato.
- Ali: lunghe e ben aderenti al corpo.
- Coda: chiusa, portata rialzata con u leggero angolo rispetto alla linea del dorso.
- Gambe: corte e robuste, non sporgenti.
- Tarsi: di media lunghezza e forti, di ossatura fine, di colore giallo arancio con unghie chiare. Posizionati indietro poco dopo la metà del corpo.
- Piumaggio: ben aderente.
- Peso: maschio 3,5 kg femmina 3,0 kg. Lo Standard di perfezione americano richiede 4,1 kg per il maschio e 3,6 kg per la femmina.
- Peso dell'uovo: 70 gr.
- Colore dell'uovo: bianco giallastro.
- Misura Anello: 18 mm.

- Difetti gravi: tronco troppo piccolo o troppo corto; posizione troppo eretta; testa, collo e becco troppo grossi; piumaggio arricciato; presenza di criniera; becco macchiato; penne di altro colore nel piumaggio.

## Colorazioni
La colorazione tipica della Pechino è bianca. La Pechino Tedesca prevede la presenza di sfumature gialle il più uniformi possibile su tutto il corpo. Questa caratteristica è tipica della razza originaria, dovuta alla maggior secrezione di sostanze grasse ricche di carotenoidi della ghiandola di Buerzel. La Pechino Americana prevede invece una colorazione bianco candida, al massimo bianco crema; in autunno sono presenti sfumature gialle.

## Qualità
La razza possiede molteplici qualità produttive, tra cui la più evidente è la produzione di molta carne, sorprendentemente povera di grassi. Cresce molto velocemente, e la produzione annua di uova supera facilmente le 100 uova; nella Pechino Americana le performance produttiva possono addirittura raggiungere le 200 uova annue. Inizia a deporre a dicembre e non ha attitudine alla cova. Pur essendo una razza pesante, è abbastanza vivace e attiva, per cui non si adatta bene a piccoli recinti, dove non riuscirebbe nemmeno a mettere su molta carne. Necessita di spazi aperti dove muoversi alla ricerca di cibo. Non è particolarmente fiduciosa nei confronti dell'uomo, ma se è abituata fin da piccola, può diventare un ottimo animale da compagnia. Un maschio copre senza problemi anche cinque femmine, e la fertilità è abbastanza alta. La Pechino è inetta al volo. Gli allevatori della Pechino Tedesca dovranno intensificare la pigmentazione gialla con l'allevamento in libertà e la somministrazione di cibi ricchi di carotene.

## Curiosità
Il celebre personaggio di Walt Disney Paperino è un pechino antropomorfo.